# 西銀座デパート
株式会社西銀座デパート（にしぎんざデパート）は東京都中央区銀座でテナントビル型のショッピングセンターNISHIGINZA（ニシギンザ）を運営する企業。同社はデパートと称するが日本百貨店協会には加盟していない。

## 概要
所在地は中央区銀座4丁目1番先で、正確な住所は定まっていない（東京都区部#所属未確定地参照）。東京高速道路高架下の北数寄屋ビル内で地上2階、地下2階の4フロアを有している。
晴海通りで対面する南数寄屋ビル内の旧称「数寄屋橋ショッピングセンター」（のち「銀座ファイブ」）と同じく、1958年（昭和33年）10月に開業した、ショッピングセンターの先駆である。

## 歴史
戦後復興を経て高度成長初期の銀座の大規模な発展に伴い、外堀川を埋立て上部に首都高速道路建設の計画が進行した。同時に空間利用事業も発案され、埋立てた川の上と高速道路の下を商業施設とする案が決定。実現に向け建設に着手したものの、地盤事情や費用調達の面などから工事は難航していた。
そんな折に、当時数々の事業で既に成功を収め銀座三愛の経営などで縁もあった実業家の市村清（リコー創始者） に、銀座通連合会副会長の松田信四郎(銀座白牡丹社長)から打開策が委ねられた。
請け負った市村だがその後も資金面等での困難があったものの、無事開業にこぎつけ市村が初代社長に就任した。

## 主要テナント

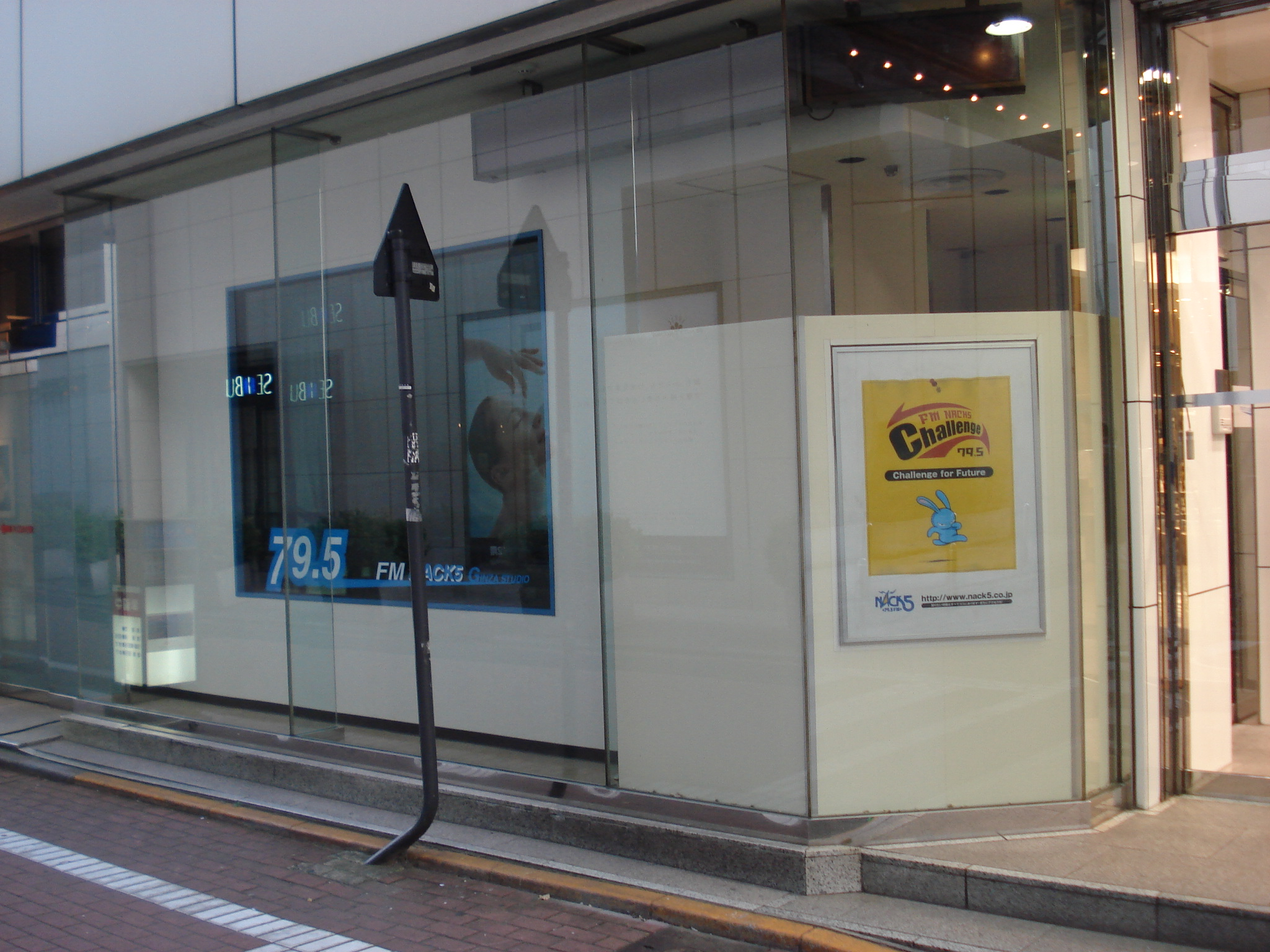
NACK5 GINZA Studio

多くはアパレル、ランジェリー、ビューティー&コスメ、水着など女性ファッションアイテムを扱うテナントで占められている。
- サンリオワールド ギンザ[10]（1・2F）
- 西銀座チャンスセンター（1F） - 宝くじの販売所。詳細は後述
- 飲食店 - カフェ（B1F）、モスカフェ西銀座店[11]（1F）、寿司（2F）、中華料理（2F）
- NACK5 GINZA STUDIO[5]（1F） - FM NACK5のサテライトスタジオ。
  - かつてはニッポン放送も同地にサテライトスタジオを設置していた。[要出典]

### 西銀座チャンスセンター
- 日本劇場横で営業していた「日劇前チャンスセンター」が、日劇閉館に伴い1981年に現在地へ移転したもの。[要出典]
- 営業時間は平日が9：00～20：00で、土曜・日曜日と祝日は10：00～19：00だがジャンボ宝くじ発売期間は異なる[12]。

### 営業時間
業態と曜日により異なり、物販店では月曜日から土曜日は11:00～21:00、日曜日と祝日は11:00～20:00である。

### アクセス
有楽町駅銀座口から徒歩3分で、東京メトロ丸ノ内線銀座駅C5、C7出口と館内が直結している。